# Sorex leucogaster
Sorex leucogaster is een zoogdier uit de familie van de spitsmuizen (Soricidae). De wetenschappelijke naam van de soort werd voor het eerst geldig gepubliceerd door Kuroda in 1933.